# Jason Capel
Jason Maurice Capel (Fayetteville, 15 gennaio 1980) è un ex cestista e allenatore di pallacanestro statunitense.
È il figlio di Jeff Capel II e fratello di Jeff Capel III, a loro volta allenatori.

## Palmarès
- McDonald's All-American Game (1988)
- Miglior tiratore di liberi NBDL (2003)